# Emil Chroboczek
Emil Chroboczek (ur. 18 września 1902 w Dziećmorowicach, zm. 25 września 1978 w Warszawie) – polski agrotechnik i hodowca roślin.

## Życiorys
Syn Jana i Filomeny. W 1936 ożenił się z Zofią Gabryl. W 1932 otrzymał stypendium Fundacji Kościuszkowskiej na studia na Cornell University w Stanach Zjednoczonych. Był profesorem uprawy i hodowli warzyw w Szkole Głównej Gospodarstwa Wiejskiego w Warszawie. Zainicjował utworzenie i był pierwszym dyrektorem (w latach 1964–1972) Instytutu Warzywnictwa w Skierniewicach. Od 1954 był członkiem korespondentem, od 1966 członkiem rzeczywistym Polskiej Akademii Nauk. Autor Ogólnej uprawy roślin warzywnych.
W 1954 odznaczony Krzyżem Kawalerskim Orderu Odrodzenia Polski.
W 2004 roku Rada Naukowa Instytutu Warzywnictwa w Skierniewicach nadała instytutowi jego imię.